# Lyn Jones
Richard Lyn Jones (Cwmafan, 5 giugno 1964) è un allenatore di rugby a 15 ed ex rugbista a 15 gallese, già terza linea per i gallesi Neath, Llanelli e Treorchy, nonché 8 volte internazionale per il Galles.

## Carriera
Nel 2019 partecipa al Mondiale come allenatore della Russia.

## Palmarès

### Giocatore
- Welsh Premier Division: 2
Neath: 1990
Llanelli: 1993
- WRU Challenge Cup: 3
Llanelli: 1991, 1992, 1993

### Allenatore
- Welsh Premier Division: 1
Neath: 1996
- WRU Challenge Cup: 2
Neath: 1996, 2001
- Celtic League: 2
Ospreys: 2004-05, 2006-07
- Coppe Anglo-Gallesi: 1
Ospreys: 2008